# George Alexander Wilken
George Alexander Wilken (* 13. März 1847 in Menado (Minahassa) auf Celebes; † 28. August 1891 in Leiden) war ein niederländischer Kolonialbeamter und Ethnologe. 

## Leben
Der Sohn des Nikolaus Philipp Wilken (1813–1878), war 1869–80 im holländisch-indischen Dienste tätig und war 1881 Leiter der Anstalt für indische Beamte. 1884 von der Universität Leiden zum Doktor honoris causa promoviert, erhielt er 1885 dort die Professur für Sprache, Land- und Völkerkunde des Indischen Archipels. Seine Arbeiten behandeln besonders die Ehe-, Familien- und Erbrechtsverhältnisse der malaiischen Völker. Er machte sich um die Erforschung der malaiischen Völkerschaften des ostindischen Archipels verdient.
1890 wurde er Mitglied der Königlich Niederländischen Akademie der Wissenschaften (KNAW).

## Werke
- Über das Matriarchat bei den alten Arabern (auch deutsch. Leipzig 1884)
- Het animisme bij de volken van den Indischen Archipel (1884–85, 2 Teile)
- “Het Shamanisme bij de Volken van de Indischen Archipel,” in den Bijdragen tot de Taal-, Land- en Volkenkunde van Nederlandsch-Indië, xxxvi. (1887). Online
- Over de verwantschapen het huwelijks-en erfrecht bij de volken van het maleische ras (1888)
- Het strafrecht bij de volken van het maleische ras (in den „Bijdragen tot de taal-, land- en volkenkunde van Nederlandsch-Indië“, Haag 1883)
- Het pandrecht bij de volken van den Indischen archipel (Haag 1888).
- Handleiding voor de vergelijkende volkenkunde van Nederlandsch-Indië (Leiden 1893) - Digitalisat